# امام حسین و ایران
امام حسین و ایران یک کتاب تاریخی است که به دست کورت فریشلر (آلمانی: Kurt Frischler)، روزنامه‎‌نگار اهل اتریشی نوشته شده‌است و ذبیح‌الله منصوری مترجم نام آشنای ایرانی آن را به پارسی برگردانده است. این کتاب یکی از آثار نامدار تاریخ اسلام است. ذبیح‌الله منصوری از نام‌های معروف سده گذشته تاریخ و ادبیات ایران است.
منصوری کتاب دیگری به نام «عایشه بعد از پیغمبر» را نیز از همین نویسنده به پارسی برگردانده‌است.
او در جایی از این کتاب در مورد دلبستگی ایرانیان و پشتیبانی آنها از حسین بن علی به نقل از ابوعلی سیمجور ذکر می‌کند که «عده‌ای از ایرانیان کوفه به سوی قادسیه رفتند و به کربلا رسیدند و خود را به امام حسین رساندند. امام حسین گفت: پس بدانید که من و کسانی که نسبت به من وفا دارند فردا کشته خواهیم شد و شما از راهی که آمده‌اید برگردید تا کشته نشوید… ایرانی‌ها گفتند: کشته شدن همراه تو برای ما سعادت است.»
در این کتاب به شرکت (۲۰ تا ۳۰) ایرانی در کربلا و کشته‌شدن آنها در کربلا اشاره شده‌است و منصوری یا فریشلر در این کتاب معتقد است که به دلیل نفرت اعراب از ایرانی‌ها این موضوع در تاریخ درج نشده‌است.
انتقادی که توسط شیعیان نسبت به این کتاب مطرح شده این است که اغلب از منابع کتب اهل سنت استفاده کرده‌است و به منابع مهم شیعه کمتر دسترسی داشته‌است.

## نشر در ایران
۳۰ چاپ نخست این کتاب در انتشارات «جاویدان» منتشر شده‌است و ۱۲ چاپ در «بدرقه جاویدان» به بازار عرضه شده‌است که نشان از دلبستگی مخاطبان ایرانی به این کتاب دارد.
چاپ آخر این کتاب در ۵۶۵ صفحه، شمارگان ۱۰۰۰ نسخه و به بهای ۵۰ هزار تومان راهی بازار نشر شده‌است.

## یادداشت
1. ↑  ۷ اوت ۱۹۱۷ در وین - ۵ فوریه ۲۰۰۳ در وین